# Wilhelm Melchior

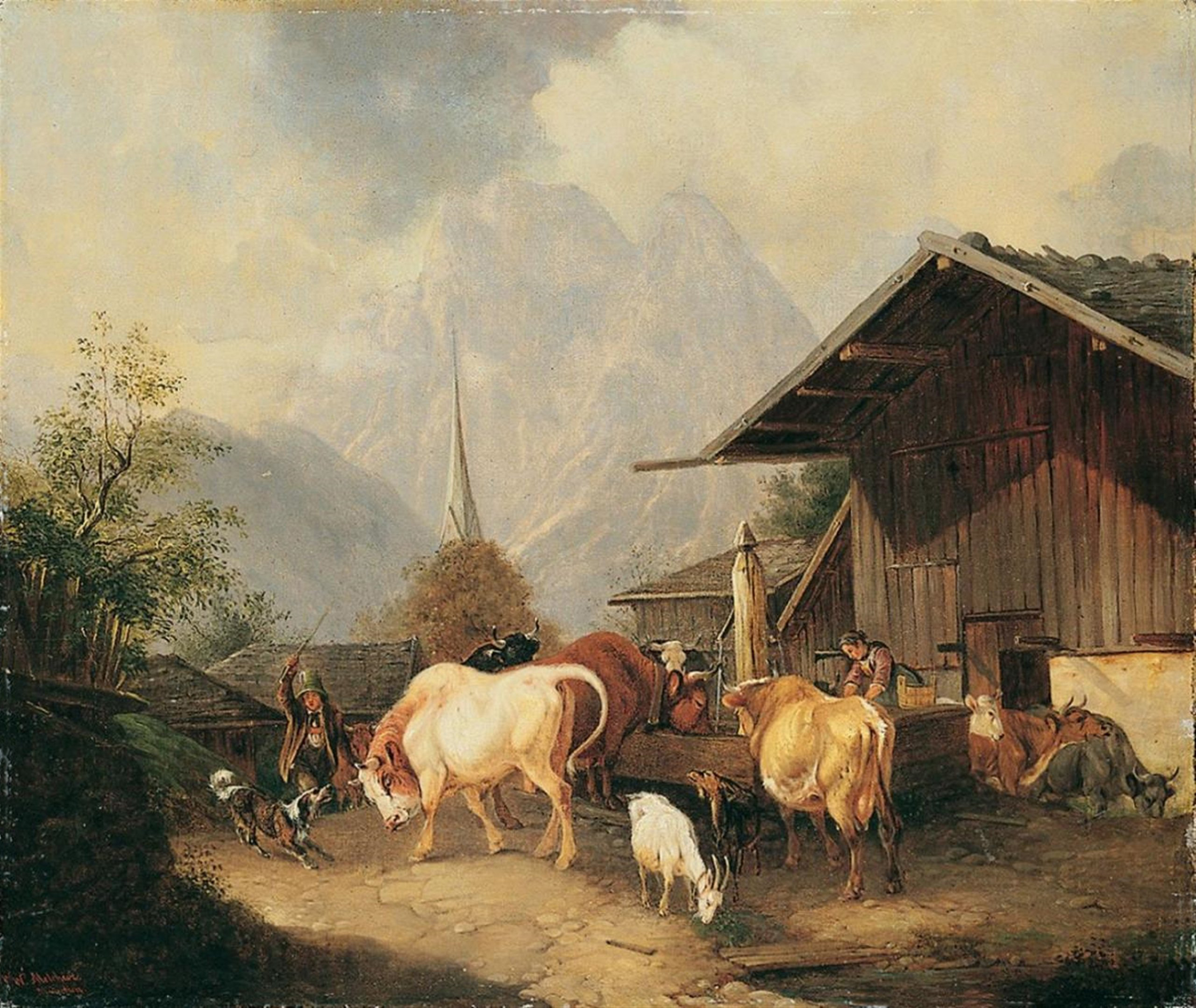
Dorftränke

Johann Wilhelm Melchior (* 25. Juli 1817 in Nymphenburg; † 9. September 1860 in München) war ein deutscher Tiermaler und Lithograf.
Wilhelm Melchior entstammte einer Malerfamilie: sein Vater Georg Wilhelm (1780–1826) und sein älterer Bruder Joseph Wilhelm (1810–1883) waren Maler. Er studierte seit dem 14. Juni 1832 an der Königlichen Akademie der Künste in München und setzte sein Studium von 1850 bis 1851 in London fort.
Melchior beschäftigte sich fast ausschließlich mit der Tiermalerei, er malte meistens Kühe, Schafe und Ziegen. Nebenbei schuf er Lithografien. In seinen Werken ist der Einfluss der niederländischen Malerei bemerkbar. Zwei seiner Jagdszenen befinden sich in den Sammlungen der Neuen Pinakothek in München.